# 里奥布朗库-杜伊瓦伊
里奥布朗库-杜伊瓦伊是巴西巴拉那州的一个市镇。总面积385.595平方公里，总人口3986人，人口密度10.3人/平方公里。